# Tao Porchon-Lynch
Tao Andrée Porchon-Lynch (canal de la Mancha, 13 de agosto de 1918-Nueva York, 21 de febrero de 2020) fue una profesora de yoga, enófila, bailarina, actriz y autora francesa.
A los ocho años descubrió el yoga cuando vio a niños en la playa contorsionando sus cuerpos para lograr extrañas posturas. Vivió en Londres y formó parte de un grupo de bailarinas que entretenían a los soldados durante la Segunda Guerra Mundial. Marchó con Mahatma Gandhi dos veces y ayudó a escapar a víctimas de los nazis durante la Resistencia francesa. Inició su carrera como modelo y luego como actriz para la MGM. En 1962, se casó con un vendedor de seguros, Bill Lynch, con quien compartió su pasión por el vino hasta el punto que ambos fundaron la Sociedad Estadounidense de Vino; tras la muerte de Lynch en 1982, decidió volcar su vida definitivamente al yoga.
En mayo de 2012, el Guinness World Records reconoció a Porchon-Lynch, de entonces 93 años, como la instructora de yoga más longeva del mundo. Además de dedicar su vida a la práctica milenaria del yoga, también participa en competencias de baile de salón. En 2015, apareció en la décima temporada de America's Got Talent.

## Biografía

### Primeros años
Tao Porchon nació de manera prematura en 1918 durante un viaje en barco en medio del canal de la Mancha. Su padre era de origen francés y su madre, una indígena de Manipur, murió tras dar a luz. Tao fue criada por sus tíos en Puducherry, en la India francesa, y a menudo realizaban viajes alrededor de Asia. La familia era propietaria de una franja de viñedos en la región vinícola del valle del río Ródano, situada en el sur de Francia.
A los ocho años descubrió el yoga cuando vio a niños en la playa contorsionando sus cuerpos para lograr extrañas posturas. «Fui y le pregunté a mi tía: "¿ellos me dejarían hacerlo?" Y me respondió: "Eso no es un juego, es yoga, y no es para las niñas". Entonces fue cuando empecé a hacerlo», contó en una entrevista con el periódico estadounidense The New York Times, aunque no se involucró profesionalmente en el yoga hasta mucho más tarde en su vida. Hacia 1930, Porchon conoció al nacionalista indio Mahatma Gandhi, conocido de su tío, con quien marchó en dos ocasiones —una de ellas en la Marcha de la sal—. También participó en manifestaciones con el general Charles de Gaulle y Martin Luther King, Jr.

### Carrera como modelo y actriz
En su carrera inicial, Porchon trabajó en la industria de la moda, donde ganó muchos títulos incluyendo el de «las mejores piernas en Europa». Viajó por todo el mundo como modelo y durante la Segunda Guerra Mundial, se trasladó a Londres y se convirtió en una artista de cabaret bajo la dirección de Noël Coward. El periodista Quentin Reynolds hizo hincapié en Porchon al escribir que «hizo brillar a un Londres oscuro».
Tras la guerra, se trasladó a los Estados Unidos, donde consiguió un trabajo como actriz en la Metro-Goldwyn-Mayer, apareciendo en nueve películas de Hollywood entre 1940 y 1955, incluyendo Show Boat (1951), con Kathryn Grayson, y The Last Time I Saw Paris (1954), donde coprotagonizó con Elizabeth Taylor. Durante su carrera como actriz, con frecuencia dio sesiones de yoga gratis a sus compañeros de elenco.

### Profesora de yoga y otras actividades
Más tarde, Porchon-Lynch, ahora una mujer casada, se tomó el yoga cada vez con mayor seriedad y, tras estudiar con referentes del yoga como Sri Aurobindo e Indra Devi, abandonó su trabajo como actriz en 1967 y decidió convertirse en instructora de yoga. Jack LaLanne fue el primero en contratarla para enseñar la disciplina. En 1976, se convirtió en uno de los fundadores de la Yoga Teachers Alliance, ahora conocida como Yoga Teachers Association, y estableció el Instituto Westchester de Yoga en 1982, que opera desde Nueva York y cuenta con estudiantes en todo el mundo. En 1995, con Indra Devi, voló a Israel para asistir a la Conferencia Internacional de Yoga por la Paz.
Porchon-Lynch continúa ofreciendo clases de yoga ocho días a la semana en el Instituto Westchester de Nueva York y manteniendo una asombrosa vitalidad a pesar de su avanzada edad, a la que argumenta que «cada mañana me despierto feliz, sin miedo a enfrentarme a lo que me depare el día. Todos nacemos con la capacidad de generar cosas que nos hagan sentir bien pero nos dejamos llevar por la negatividad». A los 93 años, recibió el título de la maestra de yoga más longeva del mundo por parte del Guinness World Records tras arrebatarle el puesto a Berniece Bates en mayo de 2012. En 2013, en colaboración con Tara Stiles, lanzó un DVD sobre yoga titulado Yoga con Tao Porchon-Lynch y además, publicó un libro sobre la meditación, Reflections: The Yogic Journey of Life, y otro de carácter autobiográfico, Dancing Light.
Además del yoga, se involucró desde los 85 años en el baile profesional, particularmente en el tango de salón, y tiene más de 300 trofeos de primer lugar en competencias de baile. A pesar de tres operaciones de cadera, su elasticidad permaneció intacta y «les demostré que lo podía hacer y lo sigo haciendo. Tal vez no de la misma manera que cuando era más joven, pero tomo una respiración profunda y hago que sea posible».
En 1967, colaboró en el establecimiento de la Sociedad Estadounidense de Vino (AWS) con su esposo y cuando esta se dividió en diferentes sucursales a lo largo de Estados Unidos, fue seleccionada en 1970 para ser vicepresidenta de la AWS en el sur de Nueva York. Más tarde se convirtió en la editora y jefa de editores de la publicación especializada The Beverage Communicator, distribuida por la AWS. Con sus compañeros practicantes de yoga, Porchon-Lynch organiza viajes anuales para catar vino en Francia.

## Vida privada
Porchon-Lynch habla francés, inglés y meitei. Fue íntima amiga del actor de cine Hindi Dev Anand y Marilyn Monroe. En 1962, contrajo matrimonio con un vendedor de seguros, Bill Lynch, pero enviudó luego de que su esposo sufriera un accidente de motocicleta en 1982. El matrimonio nunca tuvo hijos. Practicante del vegetarianismo, en su tiempo libre disfruta meditar y practicar baile.